# Anaplerotické reakce
Anaplerotické (řecky: naplnit) reakce jsou reakcemi, které vytvářejí meziprodukty citrátového cyklu. Kataplerotické reakce tyto meziprodukty spotřebovávají.
Příkladem anaplerotické reakce je syntéza oxalacetátu z pyruvátu pomocí pyruvát-karboxylasy:
pyruvát + CO2 + ATP + H2O → oxalacetát + ADP + Pi + 2H+
Příkladem kataplerotické reakce je syntéza fosfoenolpyruvátu z oxalacetátu:
oxalacetát + GTP → fosfoenolpyruvát + GDP + CO2
Reakce oxalacetátu na pyruvát je u savců nezbytná, protože jim chybí enzym na přeměnu acetylkoenzymu A na oxalacetát nebo na jiný meziprodukt. Další anaplerotické dráhy patří k metabolismu aminokyselin – při tom jsou např. aspartát nebo glutamát desaminovány na oxalacetát, resp. α-oxoglutarát(tento proces je přítomný i v malát-aspartátovém kyvadlu). Methionin, isoleucin a valin jsou přeměňovány na sukcinylkoenzym A (stejně jsou přeměňovány i liché mastné kyseliny), fenylalanin a tyrosin na fumarát.